# Blue Island (Illinois)
Blue Island ist eine Stadt im Cook County (Illinois), Vereinigte Staaten.
Laut der Volkszählung im Jahr 2020 lebten 22558 Einwohner in der Stadt. Blue Island wurde in den 1830er Jahren gegründet als Station für Siedler, die nach Vincennes unterwegs waren.

## Geographie
Laut der Erhebung von 2010 besitzt die Stadt eine Fläche von 10,8 Quadratkilometern, davon 97,84 % Land- und 2,16 % Wasserfläche.

## Demographie
Laut der Volkszählung im Jahr 2010 lebten in Blue Island 22.556 Einwohner in 7783 Haushalten und 5194 Familien. Die Bevölkerungsdichte betrug 2247,9 Einwohner pro Quadratkilometer.
Es gab 7783 Haushalte, in denen in 37,6 % der Fälle Kinder unter 18 Jahren lebten. In 39,0 % handelte es sich um zusammen lebende Ehepaare, 37,0 % hatte einen weiblichen Haushaltsvorstand und 33,26 % waren keine Familien. Die durchschnittliche Haushaltsgröße betrug 2,89.
31,65 % der Bevölkerung war im Alter von unter 18 Jahren, 11,92 % zwischen 18 und 24, 28,28 % zwischen 25 und 44 Jahren, 19,22 % zwischen 45 und 64 Jahren und 8,93 % waren 65 Jahre oder älter. Das Durchschnittsalter betrug 29,20 Jahre. Auf je 100 Frauen gab es 98,81 männliche Personen. Für je 100 Frauen im Alter von über 18 Jahren gab es 95 Männer.
Das mittlere Einkommen für einen Haushalt betrug in der Stadt war USD 47.872, und das mittlere Einkommen für einen Haushalt USD 58.810. Das Pro-Kopf-Einkommen für die Stadt betrug USD 20.293.

## Wirtschaft und Infrastruktur
Bis 2001 produzierte in Blue Island die Blue-Island-Raffinerie von Premcor Kraft- und Heizstoffe.

## Bekannte Einwohner
- Marcheline Bertrand (1950–2007), Schauspielerin; geboren in Blue Island
- Curtis Granderson (* 1981), Centerfielder für die Detroit Tigers und New York Yankees; zweimaliger All-Star, wurde in Blue Island geboren
- Larry Gray (* 1954), Jazzmusiker und Hochschullehrer
- Robert A. Schuller (* 1954), Tele-Evangelist[6]
- Henry E. Seyfarth, Anwalt, Begründer von Seyfarth Shaw[7][8][9]
- Robert E. Seyfarth, Architekt[10]
- Gary Sinise (* 1955), Schauspieler, Regisseur und Musiker
- Bertha Hill (1905–1950), die Sängerin ist in Blue Island begraben.[11]